# J. W. Stafford
J. W. Stafford (* im 19. oder 20. Jahrhundert) ist/war ein US-amerikanischer Techniker, der 1954/1955 mit einem Oscar für technische Verdienste ausgezeichnet wurde.
Stafford wurde bei den 27. Academy Awards gemeinsam mit Wesley C. Miller und K. M. Frierson sowie dem Metro-Goldwyn-Mayer Studio Sound Department mit dem Scientific/Technical Award (Class III) bedacht. Das Trio erhielt den Preis für „einen verbesserten Grenzverstärker wie er bei Schallpegelvergleichsgeräten angewendet wird“ („for an improved limiting amplifier as applied to sound level comparison devices“). Die Auszeichnung wurde am 30. März 1955 im Pantages Theatre in Hollywood von Lauren Bacall verlesen.
Darüber hinaus ist über Staffords Leben und Karriere nichts bekannt.